# Urethrographie
Die Urethrographie ist die Darstellung und Abbildung der Harnröhre in der medizinischen Bildgebung. Das Wort kommt von altgriechisch οὐρήθρα ourḗthrā, deutsch ‚Harnröhre‘ und altgriechisch γραφή graphḗ, deutsch ‚Schrift‘.
Im Gegensatz zur Urethroskopie im Rahmen einer Zystoskopie als optisches Verfahren mit Hilfe eines Endoskopes erfolgt die Urethrographie als Röntgen-Untersuchung mit Durchleuchtung und Gabe von Kontrastmitteln.

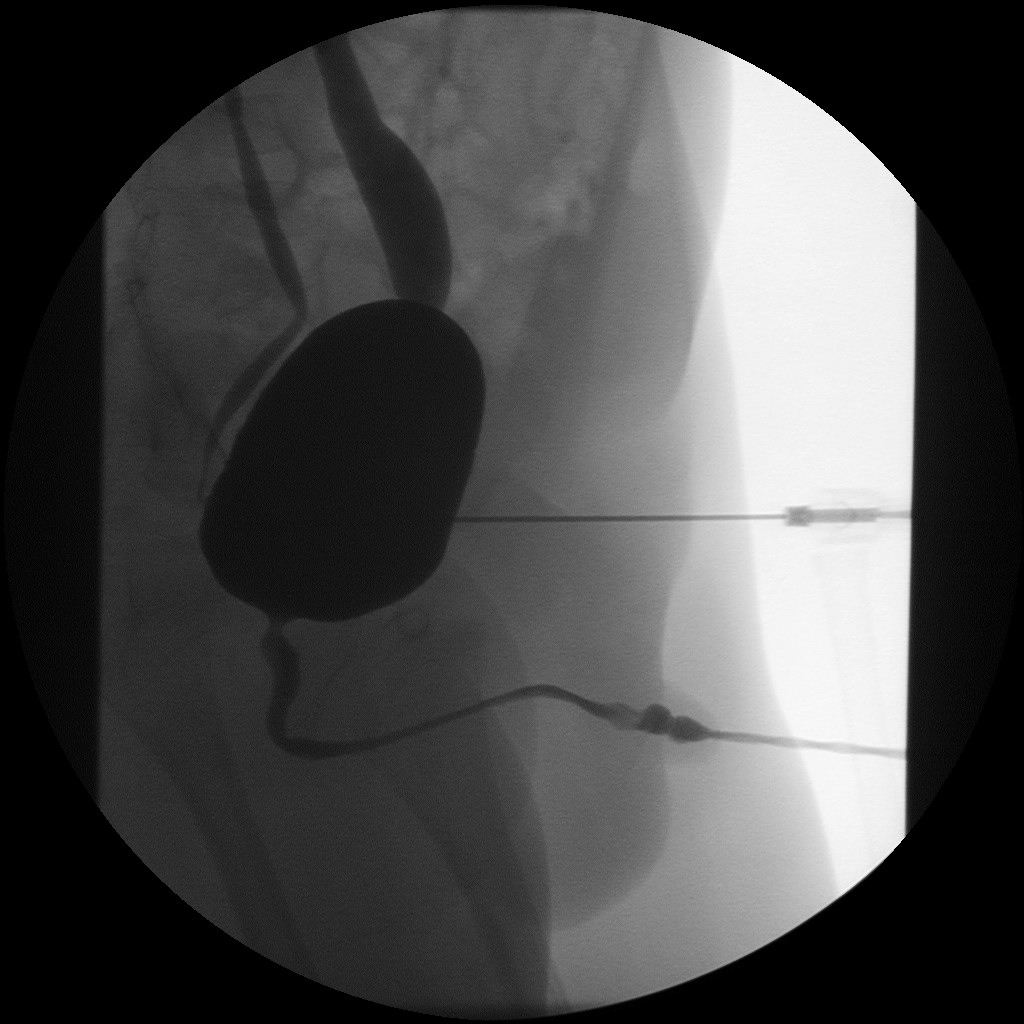
Unauffällige männliche Urethra, aber beidseitiger Reflux

Der Begriff ist nicht mit der Ureterographie, der Darstellung eines Harnleiters, zu verwechseln.

## Formen
Die Untersuchung kann in Richtung des Urinflusses (antegrad) im Rahmen eines Miktionszystourethrogrammes erfolgen oder rückwärts (retrograd) als Retrograde Urethrographie (RUG) mit Darstellung der Harnblase.

## Beurteilbare Strukturen
Beurteilt werden können in der Urethra Stenosen, Divertikel, Urethralklappen, Fisteln, Verletzungen und andere Anomalien, in der Harnblase Wandverdickungen, Vesikorenaler Reflux und andere Funktionsstörungen.

## Technik der retrograden Darstellung
Bei männlichen Patienten erfolgt eine etwa 45° Schräglagerung und Abspreizung des Oberschenkels, so dass die Urethra möglichst ohne knöcherne Überlagerung darstellbar wird. Über die äußere Harnröhrenmündung an der Penisspitze wird über einen Katheter ein Kontrastmittel injiziert.
Bei weiblichen Patienten erfolgt die Untersuchung meist in Rückenlage, mit speziellen Doppelballonkathetern kann die Urethra am äußeren und inneren Ostium abgedichtet werden.